# Championnats du monde de course en ligne de canoë-kayak de 1981
Navigation
Édition précédente Édition suivante
Les seizièmes championnats du monde de course en ligne de canoë-kayak se sont déroulés à Nottingham (Angleterre) en 1981.

## Podiums

### Hommes

#### Canoë
| Event       | Or                                | Temps | Argent                                               | Temps | Bronze                                               | Temps |
| C-1 500 m   | Olaf Heukrodt (GDR)               |       | Gennadiy Liseichikov (URS)                           |       | Janós Sarsui Kis (HUN)                               |       |
| C-1 1000 m  | Ulrich Papke (GDR)                |       | Tamás Buday (HUN)                                    |       | Jirí Vrdlovec (TCH)                                  |       |
| C-1 10000 m | Tamás Wichmann (HUN)              |       | Matija Ljubek (YUG)                                  |       | Sergey Liminovich (URS)                              |       |
| C-2 500 m   | HUN László Foltan István Vaskúti  |       | Union soviétique Edem Muradosilov Vigantas Zhekaitis |       | BUL Liubomir Ljubenov Sevdalin Ilkov                 |       |
| C-2 1000 m  | ROU Ivan Patzaichin Toma Simionov |       | Allemagne de l'Est Olaf Heukrodt Uwe Madeja          |       | Union soviétique Edem Muradosilov Vigantas Zhekaitis |       |
| C-2 10000 m | HUN Tamás Buday László Vaskúti    |       | ROU Ivan Patzaichin Toma Simionov                    |       | Tchécoslovaquie Jirí Vrdlovec Petr Kubicek           |       |

#### Kayak
| Epreuve     | Or                                                                                    | Temps | Argent                                                                                    | Temps | Bronze                                                                         | Temps |
| K-1 500 m   | Vladimir Parfenovich (URS)                                                            |       | Ion Bîrlădeanu (ROU)                                                                      |       | Lars-Erik Moberg (SWE)                                                         |       |
| K-1 1000 m  | Rüdiger Helm (GDR)                                                                    |       | Ion Bîrlădeanu (ROU)                                                                      |       | Einar Rasmussen (NOR)                                                          |       |
| K-1 10000 m | Einar Rasmussen (NOR)                                                                 |       | Milan Janic (YUG)                                                                         |       | István Fábián (HUN)                                                            |       |
| K-2 500 m   | Union soviétique Vladimir Parfenovich Sergey Superata                                 |       | Pologne Waldemar Mark Daniel Welna                                                        |       | Allemagne de l'Est Bernd Fleckeisen Frank Fischer                              |       |
| K-2 1000 m  | Union soviétique Vladimir Parfenovich Sergey Superata                                 |       | Allemagne de l'Est Bernd Fleckeisen Frank Fischer                                         |       | Pologne Waldemar Mark Daniel Welna                                             |       |
| K-2 10000 m | Union soviétique Nikolay Astapkovich Vladimir Romanovskiy                             |       | HUN István Szabó István Joós                                                              |       | ROU Ion Bîrlădeanu Nicolae Eseanu                                              |       |
| K-4 500 m   | Union soviétique Igor Gaydamaka Sergey Krivozheyev Igor Polianis Aleksander Vodovatov |       | Suède Jens Norqvist Lars-Erik Moberg Per-Inge Bengtsson Thomas Ohlsson                    |       | Allemagne de l'Est Frank-Peter Bischof André Wohllebe Rüdiger Helm Harald Marg |       |
| K-4 1000 m  | Allemagne de l'Est Rüdiger Helm Frank-Peter Bischof Peter Hempel Harald Marg          |       | Union soviétique Sergey Kolokolov Aleksandr Volkovskiy Alexander Yermilov Nikolay Baranov |       | Allemagne de l'Ouest Matthias Seack Andreas Flunker Frank Renner Oliver Seack  |       |
| K-4 10000 m | Union soviétique Alexander Yermilov Nikolay Baranov Sergey Kolokolov Vasiliy Silenkov |       | Pologne Leszek Jamrozinski Andrzej Klimaszewski Ryszard Oborski Zdzislaw Szubski          |       | Royaume-Uni Stephen Brown Christopher Canham Stephan Jackson Alain Williams    |       |

### Femmes

#### Kayak
| Epreuve   | Or                                                                         | Temps | Argent                                                                           | Temps | Bronze                                                          | Temps |
| K-1 500 m | Birgit Fischer (GDR)                                                       |       | Éva Rakusz (HUN)                                                                 |       | Agneta Andersson (SWE)                                          |       |
| K-2 500 m | Allemagne de l'Est Birgit Fischer Carsta Kühn                              |       | Suède Agneta Andersson Susanne Wiberg                                            |       | ROU Agafia Buhaev Maria Stefan                                  |       |
| K-4 500 m | Allemagne de l'Est Birgit Fischer Carsta Kühn Kathrin Stoll Roswitha Eberl |       | Union soviétique Natalya Filonich Larissa Nadviga Inna Zhipulina Lyubov Orechova |       | Suède Karin Olsson Agneta Andersson Susanne Wiberg Eva Karlsson |       |

## Tableau des médailles
| Rang  | Nation               | Or | Argent | Bronze | Total |
| ----- | -------------------- | -- | ------ | ------ | ----- |
| 1     | Allemagne de l'Est   | 7  | 2      | 2      | 11    |
| 2     | Union soviétique     | 6  | 4      | 2      | 12    |
| 3     | HUN                  | 3  | 3      | 2      | 8     |
| 4     | ROU                  | 1  | 3      | 2      | 6     |
| 5     | Norvège              | 1  | 0      | 1      | 2     |
| 6     | Suède                | 0  | 2      | 3      | 5     |
| 7     | Pologne              | 0  | 2      | 1      | 3     |
| 8     | Yougoslavie          | 0  | 2      | 0      | 2     |
| 9     | Tchécoslovaquie      | 0  | 0      | 2      | 2     |
| 10    | BUL                  | 0  | 0      | 1      | 1     |
| 11    | Royaume-Uni          | 0  | 0      | 1      | 1     |
| 12    | Allemagne de l'Ouest | 0  | 0      | 1      | 1     |
| Total | Total                | 18 | 18     | 18     | 54    |